# ミッチェル・ドラモンド
ミッチェル・ドラモンド（Mitchell Drummond、1994年2月15日 - ）は、スーパーラグビー・パシフィッククルセイダーズに所属するラグビーユニオン選手。

## プロフィール
- ニュージーランド・ネルソン出身[1]。
- ポジションはスクラムハーフ(SH)。
- 身長 180cm、体重 86kg
- U20ニュージーランド代表に選ばれたことがある[2]。
- ニュージーランド代表キャップは1（2024年11月現在）。
- バーバリアンズに選ばれたことがある[3]。

## 略歴
カンダベリーを経て、2014年、クルセイダーズに加入。
2018年11月3日に行われたリポビタンDチャレンジカップ2018日本代表戦にて途中出場でニュージーランド代表初キャップを獲得した。
2024年11月、1週間東芝府中グラウンドで練習。
2025年5月23日に行われたスーパーラグビー・パシフィック2025ハイランダーズ戦にてクルセイダーズ150試合出場達成。